# Andriej Wiediernikow
Andriej Gieorgijewicz Wiediernikow (ros. Андрей Георгиевич Ведерников, ur. 1 października 1959 w Iżewsku, zm. 29 lutego 2020) – rosyjski kolarz szosowy reprezentujący ZSRR, złoty medalista mistrzostw świata.

## Kariera
Największy sukces w karierze Andriej Wiediernikow osiągnął w 1981 roku, kiedy zdobył złoty medal w wyścigu ze startu wspólnego amatorów podczas mistrzostw świata w Pradze. W zawodach tych wyprzedził bezpośrednio Belga Rudy'ego Rogiersa oraz Szwajcara Gilberta Glausa. Był to jednak jedyny medal wywalczony przez Wiediernikowa na międzynarodowej imprezie tej rangi. Ponadto w 1980 roku zwyciężył w meksykańskim Carrera Transpeninsular i w wyścigu Okolo Slovenska 1981 roku, w 1981 roku był też drugi w klasyfikacji generalnej Milk Race, a w 1982 roku zajął drugie miejsce w Rheinland-Pfalz-Rundfahrt. Nigdy nie wziął udziału w igrzyskach olimpijskich. U schyłku kariery zawodniczej przeszedł na zawodowstwo reprezentując przez dwa lata rosyjskie zespoły zawodowe Pietrosport i Łada-Gżel (1991–1992).

## Najważniejsze zwycięstwa i sukcesy
- 1980
  - 1. Ruta de Mexico
- 1981
  - mistrzostwo świata amatorów w wyścigu ze startu wspólnego
  - etap w Milk Race
  - 1. Okolo Slovenska
- 1982
  - 2. Rheinland-Pfalz Rundfahrt